# Parapanamerikanische Badmintonmeisterschaft 2016
Die Parapanamerikanische Badmintonmeisterschaft 2016 fand vom 1. bis zum 4. Dezember 2016 in Envigado statt.

## Medaillengewinner
| Disziplin            | Gold                                    | Silber                                        | Bronze                                                        |
| -------------------- | --------------------------------------- | --------------------------------------------- | ------------------------------------------------------------- |
| Herreneinzel WH1     | Marcelo Alves Conceição                 | Rodolfo Cano                                  | Carlos Rodrigues                                              |
| Herreneinzel WH1     | Marcelo Alves Conceição                 | Rodolfo Cano                                  | Gabriel Jannini                                               |
| Herreneinzel WH2     | Rômulo Soares                           | Bernard Lapointe                              | Jaime Aranguiz                                                |
| Herreneinzel WH2     | Rômulo Soares                           | Bernard Lapointe                              | Pedro Nogueira                                                |
| Herreneinzel SL3     | Rolando Bello Rodriguez                 | Pedro Pablo de Vinatea                        | Leonardo Zuffo                                                |
| Herreneinzel SL3     | Rolando Bello Rodriguez                 | Pedro Pablo de Vinatea                        | Luiz Santos                                                   |
| Herreneinzel SL4     | Raúl Anguiano                           | Rogerio Junior Xavier                         | Breno Johann                                                  |
| Herreneinzel SL4     | Raúl Anguiano                           | Rogerio Junior Xavier                         | Pascal Lapointe                                               |
| Herreneinzel SU5     | Brian Kliwon                            | Manuel Alejandro del Rosario Pargas           | Denival Cândido                                               |
| Herreneinzel SU5     | Brian Kliwon                            | Manuel Alejandro del Rosario Pargas           | Eduardo Oliveira                                              |
| Herreneinzel SH6     | Miles Krajewski                         | Hector Jesus Salva Tunque                     | Dhiego Vidal Guimares                                         |
| Herreneinzel SH6     | Miles Krajewski                         | Hector Jesus Salva Tunque                     | Giuliana Póveda                                               |
| Herrendoppel WH1–WH2 | Rodolfo Cano Gabriel Jannini            | Marcelo Alves Conceição Rômulo Soares         | Jaime Aranguiz Constancio Cancino                             |
| Herrendoppel WH1–WH2 | Rodolfo Cano Gabriel Jannini            | Marcelo Alves Conceição Rômulo Soares         | Pedro Nogueira Carlos Rodrigues                               |
| Herrendoppel SL3–SL4 | Rolando Bello Rodriguez Pascal Lapointe | Johann Breno Leonardo Zuffo                   | Raúl Anguiano Pedro Pablo de Vinatea                          |
| Herrendoppel SU5     | Ricardo Cavalli Eduardo Oliveira        | Denival Candido Brian Kliwon                  | Esteban Isael Juarez Yangua Genivaldo Duarte da Silva         |
| Herrendoppel SU5     | Ricardo Cavalli Eduardo Oliveira        | Denival Candido Brian Kliwon                  | Manuel Alejandro del Rosario Pargas Geraldo da Silva Oliveira |
| Herrendoppel SH6     | Miles Krajewski Danh Trang              | Jonatan Sanabria Moreno Dhiego Vidal Guimares | Justin Kendrick Hector Jesus Salva Tunque                     |
| Herrendoppel SH6     | Miles Krajewski Danh Trang              | Jonatan Sanabria Moreno Dhiego Vidal Guimares | Aaron Keith Wyatt Lightfoot                                   |
| Dameneinzel WH2      | Pilar Jáuregui                          | Daniele Torres Souza                          | Maria Gilda                                                   |
| Dameneinzel WH2      | Pilar Jáuregui                          | Daniele Torres Souza                          | Catalina Jimeno                                               |
| Mixed WH1–WH2        | Marcelo Alves Conceição Maria Gilda     | Rômulo Soares Daniele Torres Souza            | Ronald Montero Pilar Jáuregui                                 |